# Silveiras (São Paulo)
Silveiras é um município brasileiro do estado de São Paulo, na microrregião de Bananal. Sua população estimada em 2019 era de 6.302 habitantes.

## História

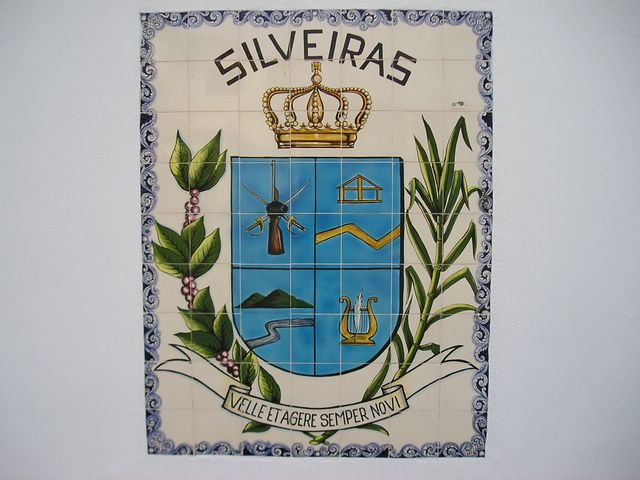
Brasão da cidade em azulejo, localizado na parede da antiga Prefeitura Municipal.

Foi a partir de um rancho de tropeiros instalado nessas paragens pelos Silveiras, que cresceu o povoado, elevado em 1842 à condição de Vila, tendo como padroeira Nossa Senhora da Conceição. A capela primitiva data de 1780, e foi erguida no mesmo local onde hoje se acha a matriz. Em 1864, Silveiras passou a município e, em 1888, a Comarca, desativada em 1938 por falta de movimento, devido ao êxodo local ocasionado pela decadência do café.
Um dos fatos mais notáveis da história de Silveiras foi sua intensa participação na Revolução Liberal de 1842 que, após sangrentos combates, foi aí debelada pelas tropas do então Barão de Caxias.

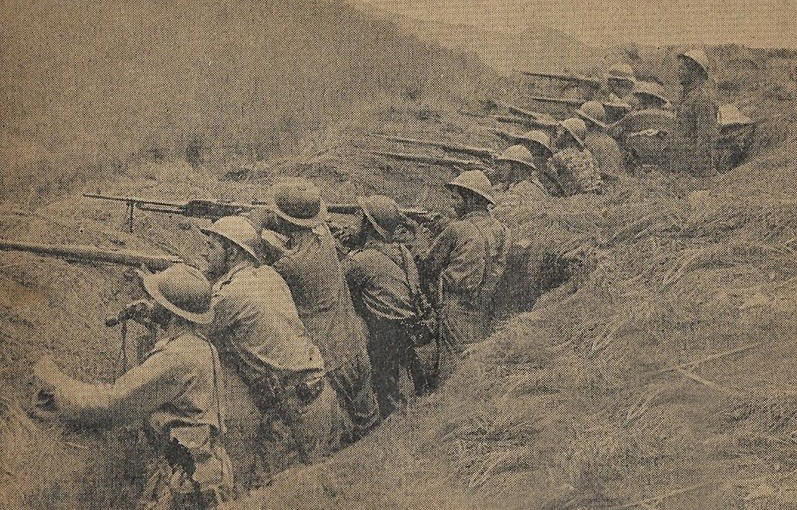
Soldados paulistas entrincheirados na cidade, durante a Revolução de 1932.

Noventa anos depois, em 1932, durante a Revolução Constitucionalista, a cidade teve novamente muitas de suas casas saqueadas e incendiadas.
O movimento tropeirista, que vem ativando a cidade desde 1980, deu grande incentivo ao artesanato e às artes locais, ficando o último domingo do mês de agosto instituído como o "Dia Do Tropeiro".
Fonte: "O Passado Ao Vivo" (Thereza Regina de Camargo Maia)

## Geografia
Localiza-se a uma latitude 22º39'52" sul e a uma longitude 44º51'10" oeste, estando a uma altitude de 615 metros. Possui uma área de 415,74 km².  A densidade demográfica é de 13,51 hab/km².
Os municípios limítrofes são Lavrinhas e Queluz a norte, Areias a leste, Cunha a sudeste, Lorena a sudoeste, Cachoeira Paulista a oeste e Cruzeiro a noroeste.

## Demografia

### População
| Crescimento populacional                             | Crescimento populacional | Crescimento populacional | Crescimento populacional |
| Ano                                                  | População Total          |                          | %±                       |
| ---------------------------------------------------- | ------------------------ | ------------------------ | ------------------------ |
| 1872                                                 | 11 973                   |                          |                          |
| 1890                                                 | 9 137                    |                          | −23,7%                   |
| 1900                                                 | 11 391                   |                          | 24,7%                    |
| 1910                                                 | 6 500                    |                          | −42,9%                   |
| 1920                                                 | 7 398                    |                          | 13,8%                    |
| 1925                                                 | 8 029                    |                          | 8,5%                     |
| 1934                                                 | 7 552                    |                          | −5,9%                    |
| 1937                                                 | 8 074                    |                          | 6,9%                     |
| 1940                                                 | 6 213                    |                          | −23,0%                   |
| 1946                                                 | 9 360                    |                          | 50,7%                    |
| 1950                                                 | 6 004                    |                          | −35,9%                   |
| 1958                                                 | 4 820                    |                          | −19,7%                   |
| 1960                                                 | 5 129                    |                          | 6,4%                     |
| 1970                                                 | 5 442                    |                          | 6,1%                     |
| 1980                                                 | 3 916                    |                          | −28,0%                   |
| 1991                                                 | 4 914                    |                          | 25,5%                    |
| 2000                                                 | 5 378                    |                          | 9,4%                     |
| 2010                                                 | 5 792                    |                          | 7,7%                     |
| 2022                                                 | 6 186                    |                          | 6,8%                     |
| Est. 2024                                            | 6 313                    | [ 4 ]                    | 2,1%                     |
| Fontes: Censos Demográficos IBGE e Estimativas SEADE |                          |                          |                          |

## Infraestrutura

### Comunicações
O sistema de telefones automáticos foi inaugurado na cidade em 1974 pela Telecomunicações de São Paulo (TELESP), que também implantou o sistema de discagem direta à distância (DDD) em 1987 com o código de área (0125). Anteriormente a cidade era atendida pela Companhia Telefônica Brasileira (CTB).
Na década de 90 o código DDD da cidade foi alterado para (012), para padronização do sistema telefônico com a telefonia celular que estava sendo implantada em todo o estado.

## Religião
Segundo o censo demográfico do IBGE, a cidade conta com uma população que se identifica majoritariamente enquanto Católica Romana (88,48%) e Evangélica (8,42%).
O Cristianismo se faz presente na cidade da seguinte forma:

### Igreja Católica
- A igreja faz parte da Diocese de Lorena.[14]

### Igrejas Evangélicas
Entre as igrejas protestantes históricas, pentecostais e neopentecostais, encontram-se na cidade:
- Assembleia de Deus Ministério do Belém.[17][18]
- Congregação Cristã no Brasil.[19]